# Silistra Polkovnik Lambrinovo Airfield
Silistra Polkovnik Lambrinovo Airfield är en flygplats i Bulgarien.   Den ligger i regionen Razgrad, i den nordöstra delen av landet, 300 km öster om huvudstaden Sofia. Silistra Polkovnik Lambrinovo Airfield ligger 120 meter över havet.
Terrängen runt Silistra Polkovnik Lambrinovo Airfield är platt. Närmaste större samhälle är Silistra, 9,8 km nordost om Silistra Polkovnik Lambrinovo Airfield.
Trakten runt Silistra Polkovnik Lambrinovo Airfield består till största delen av jordbruksmark. Runt Silistra Polkovnik Lambrinovo Airfield är det ganska tätbefolkat, med 108 invånare per kvadratkilometer.